# Peter Rusnák

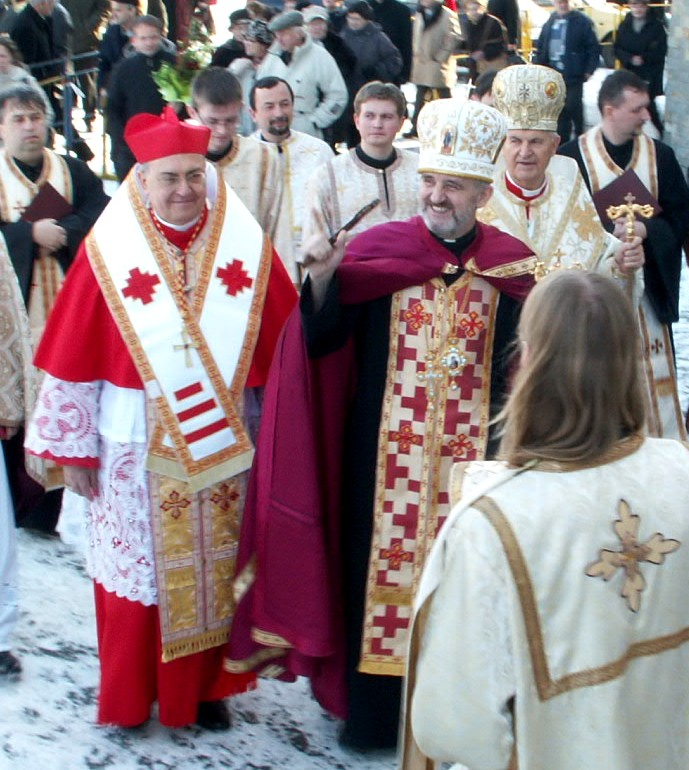
Peter Rusnák nach seiner Bischofsweihe 2008 in Prešov; links Kardinal Leonardo Sandri, rechts Kardinal Jozef Tomko

Bischofswappen von Peter Rusnák

Peter Rusnák (* 6. September 1950 in Humenné) ist ein slowakischer Geistlicher und Bischof der griechisch-katholischen Eparchie Bratislava.

## Leben
Peter Rusnák, Sohn eines griechisch-katholischen Priesters, wurde im heutigen ostslowakischen Humenné geboren. Zu Zeiten des kommunistischen Regimes in der ehemaligen Tschechoslowakei wurde die Familie durch die Staatsobrigkeit drangsaliert. Das Theologiestudium absolvierte Peter Rusnák in der römisch-katholischen Universität in Bratislava, zugleich war sie die einzige katholische Fakultät auf dem heutigen Staatsgebiet der Slowakei während der kommunistischen Machtübernahme in der Tschechoslowakei. Die Priesterweihe für die Erzeparchie Prešov im griechisch-katholischen Ritus empfing Rusnák am 16. Juni 1987.
Als Pfarradministrator war Rusnák in folgenden griechisch-katholischen Kirchengemeinden pastoral tätig: in Kapišová, Prešov, Vranov nad Topľou, Petrová und Bardejov. Von 1990 bis 1993 kümmerte sich Rusnák als Spiritual im griechisch-katholischen Priesterseminar von Prešov um griechisch-katholische Priesteramtskandidaten.
Von 1994 bis 1995 übernahm er in der Erzeparchie Prešov die Aufgaben des Kuriensekretärs. Von 1995 bis 1998 arbeitete Rusnák als Direktor der Diözesankurie. Dreizehn Jahre lang, von 1990 bis 2003, lehrte Peter Rusnák die Fächer Pastoraltheologie und Homiletik an der griechisch-katholischen Fakultät in Prešov. Zudem arbeitete Rusnák als Mitglied in der Liturgischen Kommission. Papst Benedikt XVI. ernannte Peter Rusnák am 30. Januar 2008 zum Bischof der Eparchie Bratislava. Die Bischofsweihe spendete ihm am 16. Februar 2008 Jozef Kardinal Tomko; Mitkonsekratoren waren Ján Babjak, Erzbischof von Prešov, und Milan Chautur, Bischof von Košice.
Am 25. April 2022 bestellte ihn Papst Franziskus zudem zum Apostolischen Administrator sede vacante der Erzeparchie Prešov. Mit dem Amtsantritt des neuen Erzbischofs Jonáš Jozef Maxim am 27. Januar 2024 erlosch dieses Amt.